# بنو قاسم
بنو قاسم أو بني قاسم (بالإسبانية Benicasim وبلنسية Benicásim)، بلديةٌ إسبانية تقع في ساحل الأزهار بمنطقة بلنسية، وتشتهر بمهرجانها الموسيقي مهرجان بني قاسم الدولي.

## توأمة
لبنو قاسم اتفاقيات توأمة مع كل من:
- باد زالتسدتفورت
- إيفيان